# Santa Martha (Lima)
Santa Martha es una localidad peruana ubicada en el distrito de Supe, perteneciente a la provincia de Barranca del departamento de Lima, en la costa central del Perú. 

## Ubicación
Santa Martha se ubica al este de la provincia de Barranca, en el distrito de Supe, en el departamento de Lima.

## Demografía
En 2017 Santa Martha tenía una población de 40 habitantes.
| Gráfica de evolución demográfica de Santa Martha entre 1993 y 2017 |
|                                                                    |
| Fuentes: Población 1993 y 2017                                     |